# 普斯陶马扎罗德
普斯陶马扎罗德（匈牙利語：Pusztamagyaród）是匈牙利佐洛州所辖的一个村，总面积16.03平方公里，总人口572，人口密度35.7人/平方公里（2010年1月1日）。